# جنايوس جيمينوس
 جنايوس سيرفيليوس جيمينوس  (المتوفي في 2 أغسطس عام 216 ق.م) قنصل وقائد روماني، خلال الحرب البونيقية الثانية.
انتخب جنايوس جيمينوس قنصلاً لروما في عام 217 ق.م. وفي ذلك العام، بدأ جيمينوس بتوجيه العمليات العسكرية ضد القرطاجيين بقيادة حنبعل في ريميني. بعد مقتل القنصل جايوس فلامينيوس نيبوس في معركة بحيرة تراسمانيا في أبريل من العام نفسه، ومع انتخاب فابيوس ماكسيموس دكتاتوراً في الشهر التالي، وتولى جيمينوس قيادة الاسطول الروماني وأشراف على الدفاعات الساحلية وخاض معارك في سردينيا وكورسيكا وإفريقية.
وفي عام 216 ق.م، انتخب حاكم لإحدى الولايات الرومانية، ودارت بين قواته وقوات حنبعل العديد من المناوشات في الفترة من مارس حتى مايو من نفس العام، قبل أن يُقتل وهو قائداً لقوات قلب الجيش الروماني خلال معركة كاناي في 2 أغسطس عام 216 ق.م.